# Брігітте Точніг
Брігітте Точніг  (нім. Brigitte Totschnig; нар. 30 серпня 1954) — австрійська гірськолижниця, олімпійська медалістка.

## Виступи на Олімпіадах
| Олімпіада    | Дисципліна         | Місце  |
| ------------ | ------------------ | ------ |
| Саппоро 1972 | швидкісний спуск   | 15T    |
| Інсбрук 1976 | швидкісний спуск   | 2      |
| Інсбрук 1976 | гігантський слалом | 16     |
| Інсбрук 1976 | слалом             | участь |